# 3-アセチル-6-メトキシベンズアルデヒド
3-アセチル-6-メトキシベンズアルデヒド (3-acetyl-6-methoxybenzaldehyde) は、ブリトゥルブッシュ (Encelia farinosa) の葉に見られる化合物である。